# Pleuroprion furcatum
Pleuroprion furcatum är en kräftdjursart som beskrevs av Oleg Grigor'evich Kussakin 1982. Pleuroprion furcatum ingår i släktet Pleuroprion och familjen Antarcturidae. Inga underarter finns listade i Catalogue of Life.